# Byrd at the Gate
| Recensione | Giudizio |
| ---------- | -------- |
| AllMusic   |          |

Byrd at the Gate è un album discografico dal vivo a nome di Charlie Byrd Trio & Guests, pubblicato dalla casa discografica Riverside Records nel 1964.

## Tracce

### LP
Lato A
1. Shiny Stockings – 4:55 (Frank Foster) – Registrato il 9 maggio 1963
2. More (tema da Mondo cane) – 2:51 (Norman Newell, Nino Oliviero, Riz Ortolani) – Registrato il 10 maggio 1963
3. Blues for Night People – 7:08 (Charlie Byrd) – Registrato il 9 maggio 1963
4. Butter and Egg Man – 3:40 (Percy Venables) – Registrato il 10 maggio 1963
5. Ela Me Deixou – 3:32 (Charlie Byrd) – Registrato il 10 maggio 1963

Lato B
1. Broadway – 4:41 (Henri Woode, Teddy McRae, Billy Byrd) – Registrato il 10 maggio 1963
2. I Left My Heart in San Francisco – 2:59 (Douglass Cross, George Cory) – Registrato il 9 maggio 1963
3. Some Other Spring – 4:14 (Arthur Herzog Jr., Irene Kitchings) – Registrato il 10 maggio 1963
4. Where Are the Hebrew Children? – 8:21 (Tradizionale; arrangiamento di Charlie Byrd) – Registrato il 9 maggio 1963

### CD
Edizione CD del 1988, pubblicato dalla Riverside Records (OJCCD-262-2)
1. Shiny Stockings – 4:57 (Frank Foster)
2. More (tema da Mondo cane) – 2:53 (Nino Oliviero, Riz Ortolani)
3. Blues for Night People – 7:07 (Charlie Byrd)
4. Butter and Egg Man – 3:40 (Percy Venable)
5. Ela Me Deixou – 3:34 (Charlie Byrd)
6. Broadway – 4:42 (Billy Bird, Teddy McRae, Henri Woode)
7. I Left My Heart in San Francisco – 2:59 (George Cory, Douglass Cross)
8. Some Other Spring – 4:18 (Arthur Herzog Jr., Irene Kitchings)
9. Where Are the Hebrew Children? – 8:20 (Tradizionale; arrangiamento di Charlie Byrd)
10. Let's Do It – 4:26 (Cole Porter) – Traccia bonus
11. Jive at Five – 7:11 (Count Basie, Harry "Sweets" Edison) – Traccia bonus

## Musicisti
Shiny Stockings / Blues for Night People / I Left My Heart in San Francisco / Where Are the Hebrew Children?
- Charlie Byrd - chitarra
- Keter Betts - contrabbasso
- Bill Reichenbach - batteria

More (Theme from Mondo Cane) / Butter and Egg Man / Ela Me Deixou / Broadway / Some Other Spring
- Charlie Byrd - chitarra
- Keter Betts - contrabbasso
- Bill Reichenbach - batteria
- Clark Terry - flicorno, tromba (brani: Butter and Egg Man, Broadway e Some Other Spring)
- Seldon Powell - sassofono tenore (brani: More (Theme from Mondo Cane), Ela Me Deixou e Broadway))

Note aggiuntive
- Orrin Keepnews - produttore
- Registrato dal vivo al The Village Gate di New York City, New York il 9 e 10 maggio 1963
- Ray Fowler e Dave Jones - ingegneri delle registrazioni
- Ken Deadroff - design album originale
- Ed Michel - fotografie retrocopertina album originale
- Joe Goldberg - note retrocopertina album originale[2]